# Ryosuke Amo
Ryosuke Amo (天羽 良輔 Amo Ryosuke?, nacido el 19 de septiembre de 1983 en Tokushima) es un exfutbolista japonés. Jugaba de defensa y su último club fue el FC Osaka de Japón.

## Trayectoria

### Clubes
| Club              | País  | Año         |
| ----------------- | ----- | ----------- |
| Tokushima Vortis  | Japón | 2006 - 2007 |
| Sony Sendai       | Japón | 2008 - 2010 |
| Kamatamare Sanuki | Japón | 2011 - 2013 |
| FC Osaka          | Japón | 2014 - 2015 |